# Jack Bauer (Radsportler)
Jack Bauer (* 7. April 1985 in Tākaka) ist ein ehemaliger neuseeländischer Radrennfahrer.

## Karriere
Bauer widmete sich zunächst dem Mountainbikesport und bestritt für Neuseeland unter anderem als U23-Fahrer die UCI-Mountainbike-Weltmeisterschaften 2006. Zum Training für diese Meisterschaft erwarb er erstmals ein Rennrad, um längere Strecken fahren zu können. Während der Zeit bis zu seinem 21. Lebensjahr schloss Bauer ein Studium ab und versuchte als Rockmusiker erfolgreich zu sein.
Um seine Fähigkeiten auf der Straße zu verbessern, verbrachte Bauer im Jahr 2009 lange Zeit in Belgien und gewann einige lokale Rennen. Zurück in Neuseeland gewann Bauer 2009 mit einer Etappe der Tour of Southland seinen ersten internationalen Wettbewerb und belegte den zweiten Platz in der Gesamtwertung.
Anschließend erhielt er einen Vertrag beim britischen Continental Team Endura Racing, für das er 2010 und 2011 fuhr. In seinem ersten Jahr bei Endura Racing wurde er neuseeländischer Meister im Straßenrennen und er gewann eine Etappe bei der Tour of Wellington. 2011 gewann er eine Etappe der Tour of Utah.
Im Jahr 2012 wechselte Bauer zum US-amerikanische UCI ProTeam Garmin Sharp, für das er mit dem Giro d’Italia 2012 seine erste Grand Tour, die er als 114. der Gesamtwertung beendete. Er gewann nach der Disqualifikation von Michael Rogers den Japan Cup, ein Rennen hors categorie. 2014 errang Jack Bauer im Straßenrennen bei den Commonwealth Games in Glasgow die Silbermedaille. Bei diesem Rennen waren 139 Fahrer gestartet, von denen wegen starken Regens lediglich zwölf das Ziel erreichten. Bauer belegte Rang zwei hinter Geraint Thomas mit einem Rückstand von einer Minute und 21 Sekunden. Er gewann 2016 eine Etappe der Tour of Britain.
Im Jahr 2017 fuhr Bauer für Quick-Step Floors und war bei der Tour de France 2017 ein wichtiger Helfer im Sprintzug des vierfachen Etappensiegers Marcel Kittel. Anschließend wechselte zur Mannschaft Mitchelton-Scott, in der er vorrangig für Helferaufgaben eingesetzt wurde. Die beiden einzigen Erfolge erzielte er jeweils mit der Mannschaft beim Rennen der Hammer Series 2018 in Limburg und beim Mannschaftszeitfahren der Czech Tour 2020.  
Nach vier Jahren verließ er zur Saison 2023 das Team und wurde Mitglied im Q36.5 Pro Cycling Team, bei dem er jedoch ohne nennenswerte Ergebnisse blieb. Nach der Saison 2023 beendete er im Alter von 38 Jahren seine Karriere als Radrennfahrer.

## Erfolge
2009
- eine Etappe Tour of Southland

2010
- Neuseeländischer Meister – Straßenrennen
- eine Etappe Tour of Wellington

2011
- eine Etappe Tour of Utah

2012
- Mannschaftszeitfahren Tour of Qatar
- Mannschaftszeitfahren Giro d’Italia

2013
- Japan Cup

2014
- Prolog Herald Sun Tour
- Commonwealth Games – Straßenrennen

2016
- Mannschaftszeitfahren Czech Cycling Tour
- eine Etappe Tour of Britain

2017
- Neuseeländischer Meister – Einzelzeitfahren

2018
- Sprint und Chase Hammer Sportzone Limburg

2020
- Mannschaftszeitfahren Czech Cycling Tour

## Grand-Tour-Platzierungen
| Grand Tour            | 2012 | 2013 | 2014 | 2015 | 2016 | 2017 | 2018 | 2019 | 2020 | 2021 | 2022 |
| --------------------- | ---- | ---- | ---- | ---- | ---- | ---- | ---- | ---- | ---- | ---- | ---- |
| Giro d’ItaliaGiro     | 114  | –    | –    | –    | –    | –    | –    | 95   | –    | –    | –    |
| Tour de FranceTour    | –    | DNF  | 137  | DNF  | –    | 105  | 121  | –    | 83   | –    | 121  |
| Vuelta a EspañaVuelta | –    | –    | –    | –    | –    | –    | –    | –    | –    | –    | –    |